# 人和镇 (广州市)
人和镇是中国广东省广州市白云区下辖的一个镇，位于白云区北部。2002年8月8日，与蚌湖镇合併而成，辖区总面积74.1平方公里，下辖2个居民委员会、25个村民委员会，人口8.5万人。机场高速公路、北二环高速公路、106国道贯穿全镇。广州白云国际机场坐落在镇北部。

## 行政区划
人和镇下辖以下地区：
人和社区、蚌湖社区、东华村、汉塘村、新兴村、明星村、民强村、高增村、人和村、西成村、矮岗村、凤和村、横沥村、岗尾村、方石村、大巷村、太成村、鸦湖村、秀水村、鹤亭村、黄榜岭村、新联村、镇湖村、清河村、南方村、西湖村和建南村。